# Лорел (Міссісіпі)
Лорел (англ. Laurel) — місто (англ. city) в США, в окрузі Джонс штату Міссісіпі. Населення — 17 161 особа (2020).

## Географія
Лорел розташований за координатами 31°41′42″ пн. ш. 89°8′42″ зх. д. / 31.69500° пн. ш. 89.14500° зх. д. (31.695077, -89.144955).  За даними Бюро перепису населення США в 2010 році місто мало площу 42,83 км², з яких 42,05 км² — суходіл та 0,78 км² — водойми.

## Демографія
Згідно з переписом 2010 року, у місті мешкало 18 540 осіб у 6726 домогосподарствах у складі 4420 родин. Густота населення становила 433 особи/км².  Було 7710 помешкань (180/км²).
Расовий склад населення:
| - 61,3 % — чорних або афроамериканців - 32,4 % — білих - 0,7 % — азіатів - 0,1 % — корінних американців - 4,4 % — осіб інших рас |

До двох чи більше рас належало 1,0 %. Частка іспаномовних становила 7,7 % від усіх жителів.
За віковим діапазоном населення розподілялося таким чином: 28,6 % — особи молодші 18 років, 57,3 % — особи у віці 18—64 років, 14,1 % — особи у віці 65 років та старші. Медіана віку мешканця становила 33,2 року. На 100 осіб жіночої статі у місті припадало 88,8 чоловіків;  на 100 жінок у віці від 18 років та старших — 83,8 чоловіків також старших 18 років.
Середній дохід на одне домашнє господарство  становив 50 414 долари США (медіана — 28 516), а середній дохід на одну сім'ю — 58 253 долари (медіана — 34 839). Медіана доходів становила 25 791 долар для чоловіків та 26 726 доларів для жінок. За межею бідності перебувало 28,7 % осіб, у тому числі 44,9 % дітей у віці до 18 років та 11,7 % осіб у віці 65 років та старших.
Цивільне працевлаштоване населення становило 7012 особи. Основні галузі зайнятості: освіта, охорона здоров'я та соціальна допомога — 26,5 %, виробництво — 23,8 %, роздрібна торгівля — 11,0 %, мистецтво, розваги та відпочинок — 10,2 %.

## Відомі особистості
В поселенні народилась:
- Тесс Голлідей (* 1985) — американська фотомодель.